# Barnstaple Rural District
Der Barnstaple Rural District war ein Rural District in der englischen Grafschaft Devon.

## Geschichte
Der Distrikt entstand durch den Local Government Act 1894. Am 1. April 1935 wechselten 329 Acres (ca. 1,33 km²) aus der Gemeinde Countisbury im Barnstaple Rural District in die Gemeinden Lynton im Lynton Urban District. Mit dem Local Government Act 1972, der am 1. April 1974 in Kraft trat, wurde der Distrikt aufgelöst und Bestandteil des neuen Districts North Devon. Der Distrikt hatte 1911 eine Fläche von 129.768 Statute Acres (ca. 525,15 km²).

## Einwohnerentwicklung
| Jahr | Einwohner |
| ---- | --------- |
| 1911 | 18.229    |
| 1921 | 19.293    |
| 1931 | 18.801    |
| 1939 | 22.333    |
| 1951 | 23.642    |
| 1961 | 25.073    |

## Gemeinden (Parishes)
| 1. Arlington 2. Ashford 3. Atherington 4. Berrynarbor 5. Bishop’s Tawton 6. Bittadon 7. Bratton Fleming 8. Braunton 9. Brayford (teilweise) 10. Brendon | 1. Challacombe 2. Combe Martin 3. Countisbury 4. East Down 5. Fremington 6. Georgeham 7. Goodleigh 8. Heanton Punchardon 9. Horwood, Lovacott and Newton Tracey (entstand am) 10. Instow | 1. Kentisbury 2. Landkey 3. Loxhore 4. Martinhoe 5. Marwood 6. Mortehoe 7. Newton Tracey (aufgelöst am) 8. Parracombe 9. Shirwell | 1. Stoke Rivers 2. Swimbridge 3. Tawstock 4. Trentishoe 5. West Down 6. Westleigh 7. West Pilton |